# Relations entre la France et la Grèce
Les relations entre la France et la Grèce sont des relations internationales s'exerçant au sein de l'Union européenne entre deux États membres de l'Union, la République française et la République hellénique. Elles sont structurées par deux ambassades, l'ambassade de France en Grèce et l'ambassade de Grèce en France, ainsi que par des institutions culturelles telles que l'Institut français de Grèce.
Il existe des consulats grecs à Paris, Marseille, Lyon, Grenoble, Strasbourg et Nice.

## Historique

### France et Grèce côte à côte dans les tragédies duXXesiècle
La France et la Grèce furent alliées au cours des deux conflits mondiaux, de la guerre de Corée et de la Guerre froide.

## Époque contemporaine

### Liens culturels, académiques et scientifiques
Les deux pays s'influencent mutuellement : la Grèce est considérée comme le berceau de la tragédie et de la démocratie en Europe, elle a donc inspiré de nombreux écrivains intellectuels français de Racine à Sartre. La France et son inspiration ont créé un foyer de réflexion pour la guerre d'indépendance de la Grèce.
La diaspora grecque en France compte 35 747 individus, tandis que 10 080 Français ou binationaux vivent en Grèce. Ceci place la France au rang de 8e pays d'accueil de la diaspora grecque. 
En Grèce, le français est une langue des élites et du tourisme. En France, le grec moderne est peu parlé mais l'apprentissage du grec ancien reste associé, dans l'imaginaire collectif, à l'élite des élèves.

### Liens stratégiques et diplomatiques
La France et la Grèce sont membres de l'Organisation du traité de l'Atlantique nord, de l'Union européenne, du Conseil de l'Europe, de l'UNESCO, de l'Union pour la Méditerranée et de l'OSCE. La Grèce est membre de l'Organisation internationale de la francophonie depuis 2004 et de l'Assemblée parlementaire de la francophonie depuis 2011. 
La France a été dans l'UE le deuxième pays d'accueil pour les migrants concernés par le programme de relocalisations de la Grèce vers les autres États membres de l'UE au cours de la crise migratoire de 2015-2017. 

### Liens économiques
La France et la Grèce ont une monnaie commune, l'euro. La France est le 4e investisseur en Grèce et le 7e fournisseur de la Grèce. En 2015, la France détenait environ 13,6 % de la dette grecque, par l'intermédiaire du Fonds européen de stabilité financière et de prêts bilatéraux. Elle était ainsi le deuxième prêteur de la Grèce derrière l'Allemagne (18,1 % environ) et devant l'Italie (10,8 %). 